# Vasile Turliuc
Vasile Turliuc (n. 4 februarie 1931, comuna Vășcăuți-Mușenița, județul Suceava – d. 10 iulie 2008, Iași) a fost un economist român, care a predat timp de mulți ani cursul de Circulație bănească și credit la Facultatea de Economie și Administrarea Afacerilor din Iași.

## Cariera profesională
Vasile Turliuc s-a născut la data de 4 februarie 1931, în comuna Vășcăuți-Mușenița (județul Suceava). A urmat Școala primară în orașul Siret, Liceul Comercial la Siret și Suceava (1942-1950) și apoi Facultatea de Finanțe, Credit și Contabilitate de la ASE București (1950-1954).
După absolvirea facultății în anul 1954, devine asistent universitar la Institutul de Studii Economice și Planificare din Iași - ISEP (1954-1955) și apoi cadru didactic la Universitatea "Al. I. Cuza" din Iași (1955-2001), urcând toate gradele didactice până la cel de profesor universitar (1978). În anul 1971 a obținut titlul științific de Doctor în Economie cu teza: Probleme ale creditării bancare în agricultură, susținută la Academia de Studii Economice din București.
A deținut o serie de funcții administrative în cadrul Facultății de Științe Economice: șef al Catedrei de Finanțe și Credit (1971-1983; 1990-1995) și apoi decan al Facultății (1995-1996). În paralel, a fost membru al Comisiei Financiar-Bancare a Consiliului de Miniștri (1986-1987) și al Comisiei Superioare de Atestare din Ministerul Învățământului (1992-1994). A efectuat stagii de pregătire profesională la Perugia (1992-1993) și la Manchester (1997).
A fost membru al Asociației Generale a Economiștilor din România (AGER), al Corpului Experților Contabili și Contabililor Autorizați din România (CECCAR), al Asociation de Comptabilité Nationale din Paris și al Sociedad Internacional de Gestion y Economia FUZZY (SIGEF) din Madrid (Spania). În anul 1995, a obținut atestatul de expert contabil.
În ultimii ani de viață, Vasile Turliuc a fost profesor universitar asociat și îndrumător de doctorate la Universitatea „Al.I. Cuza” din Iași. Ca hobby-uri, menționăm că prof. Turliuc a fost membru al Asociației Vânătorilor și Pescarilor Sportivi din România.
Vasile Turliuc a încetat din viață la data de 10 iulie 2008, în municipiul Iași .

## Lucrări publicate
Vasile Turliuc a fost autor, coautor și coordonator al mai multor lucrări în domeniul tehnicilor financiar-bancare și de creditare și al studiilor monetare. Dintre acestea menționăm:
- Monedă și credit (Ed. Universității Al. I. Cuza, Iași, 1972);
- Concepții asupra banilor și creditului (Ed. Universității Al. I. Cuza, Iași, 1976);
- Fondul Monetar Internațional și Banca Mondială (Ed. Universității Al. I. Cuza, Iași, 1977);
- Circulația bănească și credit (Ed. Universității Al. I. Cuza, Iași, 1978) - curs universitar;
- Circulație bănească și credit (Ed. Universității Al. I. Cuza, Iași, 1981) - în colaborare cu Cezar Basno;
- Monedă și credit (Ed. Universității Al. I. Cuza, Iași, 1992);
- Dimensiunea financiară a întreprinderii (Ed. ECO Art, Iași, 1995) - în colaborare cu Valeriu Dornescu;
- Monedă și credit (Ed. Ankarom, Iași, 1997) - în colaborare cu Vasile Cocriș;
- Mecanismele și instituțiile economiei de piață (Ed. Universității “Al. I. Cuza”, Iași, 1997) - coordonator;
- Forța stimulentelor economice (Ed. Sedcom Libris, Iași, 2001);
- Politici monetare (Ed. Polirom, Iași, 2002);
- Monedă și credit (Ed. Economică, Chișinău, 2005)  - în colaborare cu Vasile Cocriș, Angela Boariu, Ovidiu Stoica, Valeriu Dornescu și Dan Chirleșan etc.

De asemenea, el a publicat peste 70 de studii și articole din domeniul științelor economice în general și Monedă-credit-finanțe, în special.